# Друга влада Мирка Марјановића
Друга влада Мирка Марјановића изабрана 24. марта 1998. године.
Владу је изабрао четврти сазив Народне скупштине Републике Србије.
Други мандат Мирка Марјановића донео је ново увећање владе — на чак 36 чланова од којих је било пет потпредседника, 23 министра и седам министара без портфеља. Тада су први пут у владу ушли и представници Српске радикалне странке који су добили 15 места у влади, колико је имао и СПС. Југословенска левица у ту владу улази са пет представника, а један члан био је нестраначка личност.
Апсолутни рекорд у бројности чланова владе (37) оборен је после њене реконструкције новембра 1999. године. Уз Марјановића, као председника у влади тада је седело још пет потпредседника, 24 министра и седам министара без портфеља.

## Састав Владе
| Ресор                                                  | Слика                 | Име и презиме         | Странка             | Детаљи |
| ------------------------------------------------------ | --------------------- | --------------------- | ------------------- | ------ |
| Председник Владе                                       | Мирко Марјановић      | Мирко Марјановић      | СПС                 |        |
| Потпредседник                                          |                       | Милован Бојић         | ЈУЛ                 |        |
| Потпредседник                                          |                       | Ратко Марковић        | СПС                 |        |
| Потпредседник                                          |                       | Драган Томић          | СПС                 |        |
| Потпредседник                                          | Војислав Шешељ        | Војислав Шешељ        | СРС                 |        |
| Потпредседник                                          | Томислав Николић      | Томислав Николић      | СРС                 |        |
| Министри                                               |                       |                       |                     |        |
| Министарство унутрашњих послова                        | Влајко Стојиљковић    | Влајко Стојиљковић    | СПС                 |        |
| Министарство финансија                                 |                       | Борислав Милачић      | ЈУЛ                 |        |
| Министарство правде                                    |                       | Драгољуб Јанковић     | ЈУЛ                 |        |
| Министарство за локалну самоуправу                     |                       | Гордана Поп Лазић     | СПС                 |        |
| Министарство за пољопривреду, шумарство и водопривреду |                       | Јован Бабовић         | ЈУЛ                 |        |
| Министарство за индустрију                             |                       | Лука Митровић         | СРС                 |        |
| Министарство за рударство и енергетику                 |                       | Живота Ћосић          | ЈУЛ                 |        |
| Министарство за саобраћај и везе                       | Драган Тодоровић      | Драган Тодоровић      | СРС                 |        |
| Министарство грађевина                                 |                       | Дејан Ковачевић       | СПС                 |        |
| Министарство трговине                                  | Зоран Красић          | Зоран Красић          | СРС                 |        |
| Министарство туризма                                   |                       | Слободан Черовић      | ЈУЛ                 |        |
| Министарство за економску и власничку трансформацију   | Јоргованка Табаковић  | Јоргованка Табаковић  | СРС                 |        |
| Министарство за рад, борачка и социјална питања        |                       | Томислав Миленковић   | СПС                 |        |
| Министарство за бригу о породици                       |                       | Рада Трајковић        | СРС                 |        |
| Министарство за науку и технологију                    |                       | Бранислав Ивковић     | СПС                 |        |
| Министарство просвете                                  |                       | Јово Тодоровић        | СПС                 |        |
| Министарство културе                                   |                       | Нада Поповић Перишић  | ЈУЛ                 |        |
| Министарство здравља                                   |                       | Лепосава Милићевић    | ЈУЛ                 |        |
| Министарство за заштиту животне средине                |                       | Бранислав Блажић      | СРС                 |        |
| Министарство за омладину и спорт                       | Зоран Баки Анђелковић | Зоран Баки Анђелковић | СПС                 |        |
| Министарство за везе са Србима ван Србије              |                       | Милорад Мирчић        | СРС                 |        |
| Министарство вера                                      |                       | Милован Радовановић   | ЈУЛ                 |        |
| Министарство за информисање                            | Александар Вучић      | Александар Вучић      | СРС                 |        |
| Министри без портфеља                                  |                       |                       |                     |        |
|                                                        |                       | Милан Беко            | ЈУЛ                 |        |
|                                                        |                       | Чедомир Васиљевић     | ЈУЛ                 |        |
|                                                        | Маја Гојковић         | Маја Гојковић         | СРС                 |        |
|                                                        |                       | Ђура Лазић            | ЈУЛ                 |        |
|                                                        |                       | Паја Момчилов         | СРС                 |        |
|                                                        |                       | Иван Седлак           | ЈУЛ                 |        |
|                                                        |                       | Слободан Томовић      | СПС                 |        |
|                                                        |                       | Богољуб Карић         | нестраначка личност |        |